# 미첼 랭가랙
미첼 제임스 랭가랙(영어: Mitchell James Langerak, (오스트레일리아 발음: /ˈmɪtʃˈɔːl ˈlænɡɑːr.ˈæk/), 1988년 8월 22일, 퀸즐랜드주 에메랄드 ~ )는 오스트레일리아의 축구 선수로, 현재 J1리그의 나고야 그램퍼스 소속 골키퍼이다.

## 클럽 경력

### 멜버른 빅토리
랭가랙은 2007년 2월에 처음으로 A-리그 클럽 멜버른 빅토리 FC 프로계약을 맺었다. 후에 경험을 쌓기 위해 사우스 멜버른 FC로 잔여 2007년 빅토리아 지역리그 기간 동안 임대되었다.
임대 복귀 후, 그는 유진 갈레코비치가 애들레이드 유나이티드 FC로 이적하기 전까지, 멜버른 빅토리의 3번째 골키퍼로 활약하였다. 그는 2007-08 시즌, 라이벌 시드니 FC와의 21라운드에서 데뷔하였다. 그는 이 경기에서 2점을 실점하고 2-2로 비겼지만, 좋은 데뷔전을 치렀다고 평가받았다.
갈레코비치가 애들레이드 유나이티드로 진출하자, 랭가랙은 2번째 골키퍼가 되었다. 당시 주전은 마이클 테오클리토스이었다. 주전 골키퍼 마이클 테오클리토스가 해외로 진출하자, 멜버른 빅토리는 뉴질랜드 웰링턴 피닉스 FC의 글렌 모스를 영입하여 주전으로 썼다. 모스는 랭가랙이 주전자리를 꿰차기 전까지 09/10 시즌 초반 주전으로 활약하였다.
2010년 4월 13일, 멜버른은 독일의 거함 보루시아 도르트문트의 제안을 공식적으로 부인하였으나 협상을 계속하였다. 2010년 5월 4일, 포포투지에서 보루시아 도르트문트가 2번째 제안을 하였다고 밝혔으나 멜버른은 또다시 거절하였다.

### 보루시아 도르트문트
2010년 5월 12일, 보루시아 도르트문트는 랭가랙이 4년 계약에 합의하는데 삼고초려끝에 성공하였다. 도르트문트에 들어온 랭가랙은 2010-11 시즌 동안 로만 바이덴펠러의 백업 골키퍼로 활약하였다. 랭가랙은 시즌 동안 최대한 많은 것을 배우는 걸 목표로 잡았다. 바이덴펠러의 부상으로, 랭가랙은 전시즌 우승팀 FC 바이에른 뮌헨 원정 경기에서 데뷔하였고 팀은 3-1 완승을 거두었고, 그는 마리오 고메즈의 결정적인 슈팅을 막아내는 등 준수한 활약을 하였다.

## 국가대표 경력
그는 2006년 AFC 청소년 축구 선수권 대회의 스쿼드에 포함되었었다. 랭가랙은 2011년 3월, 홀거 오지크 감독에 의해 독일전을 앞두고 오스트레일리아 시니어팀에 처음으로 소집되었다.

## 수상

### 클럽
보루시아 도르트문트
- UEFA 챔피언스리그

준우승: 2012–13
- 분데스리가

우승: 2010-11, 2011-12
- DFB 포칼

우승: 2011-12
- 독일 슈퍼컵

우승: 2013